# Paris blue
paris blue（パリスブルー）は、1990年代に活動した日本の二人組音楽ユニット。

## メンバー
- 谷口實希（1966年5月19日 - ）：ボーカル、作詞

解散後、谷口美紀名義でシングル「sweet」を発表している。
- 日比野信午（1963年9月28日 - ）：作曲、コーラス、サックス

1987年にTUXEDO COOLのメンバーとしてデビュー。

## 略歴・概要
1992年12月2日、BMGビクターよりシングル「あなたがすき」、アルバム「SING A SIMPLE SONG」でメジャー・デビュー。シングル6枚、アルバム7枚を発表し、1996年に解散。
2024年12月、全63曲、7枚のアルバムが各サブスクリプションサービスに世界配信された。

## タイアップ一覧
| 使用年 | 曲名               | タイアップ                                                 |
| ------ | ------------------ | ---------------------------------------------------------- |
| 1994年 | パパに会う日       | テレビ朝日系ドラマ『オ・ト・ナにして』オープニングテーマ   |
| 1994年 | その手につかまえて | 「箱根 彫刻の森美術館」CMソング                            |
| 1995年 | Love is All Right  | テレビ東京系『HERO'sバー』エンディングテーマ               |
| 1995年 | 旅に出よう!        | CBCテレビ『濃縮版!ミックスパイあげます』エンディングテーマ |
| 1997年 | 会いに行くよ       | OVA『リカちゃんとヤマネコ 星の旅』オープニングテーマ       |
| 1997年 | 夏のゆうべ         | OVA『リカちゃんとヤマネコ 星の旅』エンディングテーマ       |

## ヘヴィー・ローテーション/パワープレイ

### ラジオ
| 放送年 | 曲名         | ヘヴィー・ローテーション/パワープレイ                        |
| ------ | ------------ | ------------------------------------------------------------ |
| 1994年 | 会いに行くよ | FM NACK5『JAPANESE DREAM』1994年4月度 歴代JDグランプリ受賞曲 |

## メディア出演

### テレビ
- 銀BURA天国（テレビ東京：1994年4月18日 - 4月22日）

### ラジオ
- ファン・ファン・ファン まさか そんな だって だけど（ハマラジ：1993年10月-1994年、火曜21時 - 24時）